# Halász Mihály (operatőr)
 Halász Mihály (Budapest 1941. április 13. – Budapest, 1984. január 25.) magyar operatőr.

## Pályája
Középiskolai tanulmányait a Toldy Ferenc és az Eötvös József Gimnáziumban végezte. 1958-ban vágóasszisztensként kezdett dolgozni az Iskolai Filmintézetben.
1960-ban került a Magyar Televízióhoz, mint külsős segédoperatőr és kameraman. Hamarosan vágói feladatokat is ellátott. Közben novellákat, verseket írt, és megalapított egy önképzőkört, melynek többek között Tandori Dezső, Kovásznai György, Kurtág György is tagja volt. A hatalom azonban nem nézte jó szemmel az „egzisztencialista galerit”, és Halászt kitiltották Budapestről. Ekkor Kecskemétre ment, ahol a Bács-Kiskun megyei Moziüzem Vállalatnál helyezkedett el, mint üzemvezető mozigépész. Közben részt vett az ottani filmstúdió munkájában, ahol a Bács-Kiskun megyéről szóló híradóhoz készített anyagokat, és műsorfüzetet szerkesztett.
1963-ban visszatérhetett a fővárosba és ismét a Magyar Televízió munkatársa lett. 1964-től a Színház- és Filmművészeti Főiskola hallgatója Tv-operatőr szakon, Herskó János és Illés György osztályában. A főiskola elvégzése után szinte minden műfajban kipróbálhatta tehetségét. A Súlyfürdő című tévéjátéknak nem csak operatőre, hanem forgatókönyvírója is ő volt. Sokat dolgozott külföldön Rockenbauer Pállal, Róbert Lászlóval és Chrudinák Alajossal. Sándor Pál rendezővel közösen, megújították a televíziós show–műsorok képi világát. Nagy visszhangja volt az LGT-vel készített, Ugye, mi jó barátok vagyunk? című  munkájuknak. Később, Halász is rendezett egy LGT show-t, LGT X. címmel. Szomjas György két játékfilmjét a Rosszembereket és a Kopaszkutyát is ő fotografálta, a Rosszembereket szinte teljes egészében kézből.
Állandóan kísérletezett, különböző kameramozgató eszközöket, fahrtkocsikat szerkesztett. Merész újításokat alkalmazott a világítás területén is. Filmjeiben mesteri módon létrehozott fény- és árnyék hatásokat kreált, melyek nagy mértékben erősítették a képek kifejező erejét. Szívügye volt a képi kultúra fejlesztése. Vallotta, hogy a televíziós műsorkészítők sokat tehetnek, azért, hogy a kép vizuális élmény legyen a néző számára.
Írással is próbálkozott, egy mesekönyvét a Móra Ferenc Könyvkiadó megjelentette.
1994-ben – halálának tizedik évfordulóján – emlékfilm készült róla, In memoriam Halász Mihály címmel.

## Filmográfia
- Végállomás Nagyfa - dokumentumfilm sorozat (1983)
- LGT X – show (1983) (rendező is)
- Nagyúri mesterség - tévéjáték (1983)
- A hosszú előszoba - tévéjáték (1982)
- Passió – dramatikus táncfilm (1981)
- Vigyél el – Katona Klári show (1981)
- A béke szigete - tévéfilm (1980)
- Hívójel – tévéfilm (1980)
- Háború a Szaharában (1979)
- Rosszemberek (1978)
- A bűn nyomában – dokumentumfilm sorozat (1978)
- A hadüzenet nélküli háború – dokumentumfilm (1978)
- A legnagyobb sürgősség közepe – tévéfilm (1978)
- Krétakör – tévéfilm (1978)
- Cseh Tamás énekel (1977)
- Imre – tévéfilm (1977)
- Kasparek – tévéfilm (1977)
- Ugye, mi jó barátok vagyunk? (1977)
- Defekt – tévéfilm (1977)
- A Duda Gyuri ügy – tévéjáték (1976)
- Az erőd – tévéfilm (1976)
- Inkognitóban Budapesten – tévéfilm (1976)
- Olajbányászok – dokumentumfilm (1976)
- Optimista tragédia – tévéfilm (1976)
- Mikrokozmosz – sorozat (1975)
- A napsugár nyomában – dokumentumfilm sorozat (1974)
- A színész – dokumentumfilm (1974)
- Itt járt Mátyás király – tévéfilmsorozat (1974)
- Téli sport – tévéfilm (1974)
- 25. Színház Baranyában (1973)
- Ozorai példa – tévéfilm (1973)
- Füredi Anna-bál (1972)
- A Müller család halála – tévéfilm (1972)
- Videoton Nemzetközi Jazzfesztivál (1972)
- Áradat – tévéfilm (1971)
- Aszja – tévéfilm (1971)
- Gandhi – dokumentumfilm (1969)
- Beat mise – riportfilm (1968)
- Diákszerelem – tévéfilm (1968)
- Halálnak halála – tévéfilm (1968)
- Kecskeméti Művész Találkozó (1968)
- Súlyfürdő – tévéfilm (1968) (forgatókönyvíró is)
- Fejek egymás között – tévéfilm (1965)
- A magyar tudomány műhelyei - sorozat
- A művészet világából - sorozat
- Költészet - sorozat
- Mesteriskola - sorozat
- Mindennapok művészete - sorozat
- Népművészek - sorozat
- Nyitott könyv - sorozat
- Ólombetűs vallomások - sorozat
- Pogány – dokumentumfilm sorozat
- Tisztelendők (Itália) - sorozat
- Tizenhetedik - tévéjáték

## Díjai, elismerései
- Balázs Béla-díj (1974)
- Arany Nimfa-díj (Monte Carlo 1980)

## Emlékfilm
- In memoriam Halász Mihály (1994, r.: Zentay László)

## Külső hivatkozások
- Televíziós Művészek Társasága
- R. Székely Julianna: Nem a veszélyt keresem (Filmvilág 1980. 10. sz.)